# All That I Am (canción de Elvis Presley)
"All That I Am" es una canción escrita por Sid Tepper y Roy C. Bennett, grabada por primera vez por Elvis Presley como parte de su álbum de 1966, Spinout. 

## Historia
La canción fue lanzada como cara B del sencillo de 1966 del tema "Spinout", la canción principal de la misma película.  Ambos lados aparecieron en la listas de éxitos estadounidense Billboard Hot 100: "Spinout" alcanzó el puesto número 40 y "All That I Am" en el número 41.   "All That I Am" también apareció en la lista Billboard Easy Listening, permaneciendo allí 16 semanas en total y alcanzando el puesto número 9 en la semana del 19 de noviembre de 1966.  El sencillo "All That I Am" permaneció ocho semanas en la lista británica UK Singles Chart, alcanzando el puesto número 18 en la semana del 16 de octubre de 1966. 

## Posicionamiento en listas
| Lista (1966)                                           | Puesto |
| ------------------------------------------------------ | ------ |
| Reino Unido UK Singles Chart (Official Charts Company) | 18     |
| Estados Unidos Billboard Hot 100                       | 41     |
| Estados Unidos Billboard Easy Listening                | 9      |